# Belkaya, Ereğli
Belkaya là một thị trấn thuộc huyện Ereğli, tỉnh Konya, Thổ Nhĩ Kỳ. Dân số thời điểm năm 2011 là 5.118 người.